# Fairey
Fairey Aviation var en engelsk flyfabrik, som havde sin storhedstid i perioden før og under 2. verdenskrig. 
Efter 2. verdenskrig blev der produceret nogle få fly og helikoptere, men fabrikken gik gradvist over til at producere andre produkter – herunder bl.a. dele til Land Rover, militære broer og dele til atomkraftværker. Dette skete samtidig med at hovedparten af fabrikken overgik til at være amerikansk ejet 

Mest kendte flytyper er:
- Fairey IIIF – 1-motors jager (bi-plan) – 1920'erne
- Fairey Fantome – 1-motors jager (bi-plan) – 1930'erne
- Fairey Hendon – 2-motors bombefly – 1930'erne
- Fairey Swordfish – 1-motors torpedofly (bi-plan) – 2. verdenskrig
- Fairey Barracuda – 1-motors torpedofly – 2. verdenskrig
- Fairey Battle – 1-motors bombefly – 2. verdenskrig
- Fairey Fulmar – 1-motors opklarings-/bombefly – 2. verdenskrig
- Fairey Fairfly – 1-motors opklarings-/bombefly – 2. verdenskrig
- Fairey Gannet – Maritimt opklaringsfly – 1950'erne
- Fairey Gyrodyne – Helikopter – 1950'erne

Af Faireys fly er Swordfish nok det mest kendte, da det bl.a. var fly af denne type, der var med til at sænke det tyske slagskib Bismarck. Dette skete selvom Swordfish flyet allerede ved krigens start var forældet.